# Гроши (Алба)
Гроши (рум. Groși) насеље је у Румунији у округу Алба у општини Черу-Бакаинци. Oпштина се налази на надморској висини од 548 m.

## Становништво
Према подацима из 2002. године у насељу је живело 37 становника, од којих су сви румунске националности.